# نسبت‌های مالی

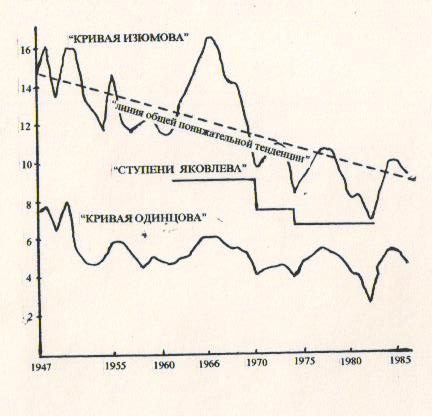
مثالی از تصویر یک برنگاشت مالی که از سال 1947 تا 1985 را نشان میدهد. شامل سه نوع نمودار مختلف

نسبت‌های مالی، (به انگلیسی: Financial Ratios) از ابزارهای سودمند در تعیین صورت‌های مالی شرکت‌ها به حساب می‌آید، که با در اختیار قرار دادن نسبت برخی از اقلام مهم حسابداری، درک درستی از واقعیت‌های مهم، در بازه نتایج عملیات و وضعیت مالی یک شرکت را بدست می‌دهند. 
با بررسی و تحلیل نسبت‌های مالی می‌توان به آسیب‌شناسی فعالیت مالی یک شرکت نیز دست یافت. نسبت‌های مالی به چهار گروه عمده تقسیم می‌شوند:
- نسبت‌های سودآوری (Profitability ratios): میزان موفقیت شرکت را در کسب سود و روش تأمین آن از محل درآمد، فروش و سرمایه‌گذاری را مورد تجزیه و تحلیل قرار می‌دهد.

- نسبت‌های نقدینگی (Liquidity ratios): این نسبت‌ها توانایی و قدرت شرکت در پرداخت بدهی‌های "کوتاه مدت"، در سر رسید را اندازه‌گیری می‌کنند.

- نسبت‌های اهرمی یا نسبت‌های ساختار سرمایه (Leveraging ratios یا Debt ratios): توانایی و قدرت شرکت در پرداخت بدهی‌های "بلند مدت" نشان می دهند. در واقع این نسبت‌ها تعیین می‌کنند که شرکت تا چه حد نیازهای مالی خود را از منابع دیگران(ایجاد بدهی) تأمین نموده است.

- نسبت‌های فعالیت (Activity ratios): با این نسبت می‌توان میزان کارآیی یک شرکت را در کاربرد منابع خود اندازه‌گیری نمود.